# Vincenzo Albrici
Vincenzo Albrici (* 26. Juni 1631 in Rom; † 7. September 1687 in Prag) war ein italienischer Komponist, Organist und Kapellmeister.

## Leben und Wirken
Vincenzo Albrici war der Spross einer Musikerfamilie, zwei Brüder seines Vaters waren Komponisten, der Vater Domenico Albrici war ein Alt-Sänger an der Basilika vom Heiligen Haus in Loreto, der sich aus Senigallia stammend in Rom niederließ. Albricis wahrscheinlich fünf Jahre dauernde Ausbildung begann 1641 am Collegium Germanico-Hungaricum, denn hier erhielt er bereits ab 1646 eine Besoldung. 1647 wurde er sechzehnjährig Kapellmeister an der Chiesa Nuova in Rom. 1652 engagierte der Sänger Alessandro Cecconi im Auftrag der Königin Christina von Schweden eine italienische Operntruppe, unter den Mitgliedern waren Vincenzo Albrici als Vizekapellmeister, aber auch Albricis Vater.
Nach der Abdankung der Königin wechselte Albrici 1654 als Musiker an den Hof von Pfalz-Neuburg. Nach einem kurzen Italienaufenthalt war er ab 1659 am Dresdner Hof tätig. 1663 erfolgte dort die Ernennung zum Kapellmeister. Nach dem Tode des Kurfürsten Johann Georg III. im Jahr 1680 entließ sein neuer Dienstherr alle italienischen Musiker. Albrici verschlug es für ein Jahr als Thomasorganist an die Thomaskirche in Leipzig. Danach war er bis zu seinem Tode in Prag als Kapellmeister an der Augustinerkirche tätig.
Neben zahlreichen geistlichen Werken wie Messen und „Geistlichen Konzerten“ schuf er etliche mehrstimmige Sinfonias und andere kammermusikalische Werke für verschieden starke Besetzungen. Zeitgenössische Dokumente des Hofes zitieren bereits um 1660 Aufführungen von „Geistlichen Konzerten“, in denen Albrici als erster Komponist eine Arie einsetzte.
Lediglich 35 größtenteils geistliche Werke, befinden sich in der Dübensammlung der Universitätsbibliothek Uppsala, die restlichen Werke wurden 1760 bei der Bombardierung Dresdens durch die preußische Armee vernichtet.
Sein Bruder Bartolomeo Albrici (um 1640– nach 1687) wirkte zunächst in Dresden bei seinem älteren Bruder, später als Cembalist, „Clavierlehrer“ und Komponist am königlichen Hof in London.